# Día de suerte
«Día de suerte» es una canción pop latina de la artista mexicana Alejandra Guzmán. Producida por Armando Ávila, la canción fue lanzada como tema principal para la telenovela mexicana Una Familia con Suerte. La canción fue incluida en el setlist del álbum en vivo de Guzmán 20 Años de Éxitos En Vivo con Moderatto (2011) y fue interpretada por la cantante y por la banda mexicana Moderatto. La versión de estudio de la pista aparece en el álbum como una pista adicional.
«Día de suerte» se ubicó entre los diez primeros en los Estados Unidos y se convirtió en el sexto sencillo entre los diez primeros para Guzmán en la lista Latin Pop Songs de Billboard y también alcanzó un pico en las listas Mexican Airplay. Guzmán interpretó el tema en los Premios TVyNovelas y recibió nominaciones a los Premios Oye! y Lo Nuestro.

## Antecedentes
«Día de suerte» fue escrita por la cantautora mexicana Alejandra Guzmán y José Luis Ortega, producida por Armando Ávila e interpretada por Guzmán. La canción aparece como tema principal de la telenovela mexicana Una Familia con Suerte, producida por Juan Osorio y protagonizada por Arath de la Torre, Mayrín Villanueva y Luz Elena González. La telenovela comenzó su transmisión el 14 de febrero de 2011 y contó con Guzmán en un papel secundario llamado Viridiana, en honor a su difunta hermana Viridiana Alatriste. La canción fue lanzada durante las acusaciones que le hicieron a la cantante de haber participado en una narcofiesta allá por el año 2006, a lo que la cantante respondió: “Me vale lo que digan”.

## Grabación y lanzamiento
Guzmán encontró inspiración para la canción en medio de una noche e inmediatamente llamó a Juan Osorio con la noticia. “Fue una canción que sentí, di lo mejor de mí, pero nunca se sabe si al público le va a gustar”. dijo Guzmán. La canción fue coescrita por José Luis Ortega y producida bajo la dirección de Armando Ávila. Durante la grabación del álbum en vivo 20 Años de Éxitos En Vivo con Moderatto, Guzmán interpretó la canción por primera vez junto a la banda Moderatto que la acompañó en el escenario. En el lanzamiento de 20 Años de Éxitos se incluye como bonus track la versión de estudio de "Día de Suerte".

## Recepción
El tema ganó el título de la Canción de Rock del Año en el Premio Lo Nuestro 2012, mientras que la versión en vivo, con Moderatto, fue nominada a Colaboración del Año. "Día de Suerte" también fue nominada a Canción del Año y ganó como Mejor Canción de Telenovela, Serie o Película en los Premios Oye!.

## Posicionamiento en listas
"Día de Suerte" alcanzó la cima de la lista Billboard Mexico Airplay, alcanzó el puesto número nueve en Billboard Latin Songs y el segundo puesto en las listas Latin Pop Songs, convirtiéndose en el sexto sencillo entre los diez primeros de Guzmán en esta última lista.  Para la semana del 24 de septiembre de 2011, Guzmán tuvo dos sencillos entre los diez primeros en la lista Latin Pop Songs simultáneamente, en el número nueve "Tan Sólo Tú" (una colaboración con Franco De Vita) y "Día de Suerte" subiendo al número dos. 

## Listado de pistas y formatos
|  | - Descarga Digital 1. "Día de Suerte" – 3:32 | - iTunes 1. "Día de Suerte" – 3:32 2. "Día de Suerte (con Moderatto)" – 4:02 3. "Día de Suerte (Giuseppe D Radio Remix)" – 3:20 |